# 江戸川区立第六葛西小学校
江戸川区立第六葛西小学校（えどがわくりつ だいろくかさいしょうがっこう）は、東京都江戸川区西葛西4丁目にある公立小学校。

## 沿革
- 1974年（昭和49年）
  - 7月1日 - 東京都江戸川区立第六葛西小学校設置。
  - 9月2日 - 開校式挙行。第三葛西小学校より児童159名、第四葛西小学校より児童26名移籍し、児童数185名、学級数10でスタートした。
- 1975年（昭和50年）
  - 1月29日 - 校歌と校章制定。
  - 3月 - PTA結成総会開催。校旗制定。プール竣工。
  - 5月29日 - 開校記念式典挙行し、祝賀会開催。
- 1977年（昭和52年）3月1日 - 動物飼育小屋完成。
- 1978年（昭和53年）2月28日 - 第二期校舎増築（普通教室14・特別教室1）。
- 1980年（昭和55年）
  - 3月26日 - 難聴学級教室（きこえの教室）竣工。
  - 4月1日 - 西葛西小学校開校に伴い、本校から児童286名移籍。
  - 5月2日 - 難聴学級（きこえの教室）開級式挙行。
- 1982年（昭和57年）4月15日 - 焼成窯小屋設置。
- 1983年（昭和58年）3月 - 第三期校舎増築（普通教室5・図工室、図工準備室・更衣室）。音楽室防音工事完了、体育用具庫新設、「たき山」完成。
- 1984年（昭和59年）11月1日 - 開校10周年記念式典挙行し、祝賀会開催。
- 1989年（平成元年）2月 - 冬の集会・マラソン大会が始まる。
- 1990年（平成2年）
  - 11月 - きこえの教室10周年記念学習発表会開催。
  - 12月28日 - 校庭散水栓竣工。
- 1993年（平成5年）8月30日 - 第一期校舎給水管改修完了。
- 1994年（平成6年）
  - 8月31日 - 校舎内外装工事完了。
  - 10月7日 - 開校20周年記念式典挙行し、祝賀会開催。
- 1996年（平成8年）1月31日 - 家庭科室改修工事完了。
- 1997年（平成9年）
  - 4月1日 - 教育相談室設置。
  - 8月31日 - 照明関係総取り替え工事完了。　
  - 11月8日 - パソコン教室設置。
- 1999年（平成11年）
  - 3月31日 - プールろ過機全自動化。
  - 7月3日 - 開校25周年記念集会と子どもまつり開催。
- 2003年（平成15年）6月18日 - プール改修工事竣工。
- 2004年（平成16年）
  - 4月1日 - すくすくスクール開始。
  - 10月8日 - 開校30周年記念集会と、こどもまつり開催。
  - 11月5日 - 開校30周年記念式典挙行し、祝賀会開催。
- 2005年（平成17年）11月2日 - 給食室全面改修工事完了。
- 2006年（平成18年）
  - 8月31日 - 校庭防球ネット改修完了。
  - 11月1日 - この日（11月1日）を「ネパール姉妹校記念日」と命名（以後例年実施）。
- 2007年（平成19年）
  - 4月1日 - 給食調理業務民間委託化開始。
  - 12月1日 - 土曜算数教室開始。
- 2008年（平成20年）
  - 4月1日 - 学校警備機械化開始。
  - 8月31日 - 全教室にエアコン設置完了。同日、パソコン校内LAN設置完了。
  - 9月30日 - 東昇降口側トイレ全面改修完了。
- 2009年（平成21年）
  - 8月28日 - 開校35周年記念子どもまつり開催。
  - 9月30日 - 開校35周年集会開催。
- 2014年（平成26年）10月29日 - 開校40周年記念式典祝賀会開催。
- 2019年（令和元年）7月3日 - 開校45周年集会開催。
- 2020年（令和2年）
  - 7月8日 - 体育館にエアコン設置完了。
  - 9月29日 - 外壁塗装工事完了。
  - 10月6日 - 屋上防水工事完了。

## 通学区域
出典
- 西葛西4丁目（全域）
- 西葛西5丁目（1番～7番・10番～12番）
- 中葛西3丁目（全域）
- 中葛西4丁目（全域）

## 進学先中学校
出典
- 江戸川区立西葛西中学校 - 西葛西4丁目と西葛西5丁目から通う児童の主な進学先
- 江戸川区立葛西中学校 - 中葛西4丁目（3番(旧:長島町)・4番～19号）から通う児童の主な進学先
- 江戸川区立葛西第三中学校 - 中葛西4丁目（1番～2番・3番(旧:宇喜田町)・20番）と中葛西5丁目から通う児童の主な進学先

## アクセス
- 都営バス「葛西24」系統で、「第六葛西小学校前」停留所下車後、すぐそば。
- 東京メトロ東西線西葛西駅から、
  - 徒歩8分。
  - 上述の都営バス「葛西24」系統に乗車し、「第六葛西小学校前」停留所下車。
- 東京メトロ東西線葛西駅から、
  - 徒歩15分。
  - 上述の都営バス「葛西24」系統に乗車し、「第六葛西小学校前」停留所下車。

## 学校周辺
- 江戸川区立長島西児童遊園 - 江戸川区道をはさんで、敷地が隣接。
- ヤマダデンキテックランドNew葛西店 - 葛西中央通りをはさんで、敷地が隣接。
- 日本勤労者住宅協会宇喜田住宅 - 葛西中央通りをはさんで、敷地が隣接。
- 葛西中央通り（江戸川区道）
- 東京都道10号東京浦安線（葛西橋通り）
- セブンイレブン江戸川西葛西4丁目店
- 江戸川区スポーツセンター
- 社会福祉法人えどがわ 西葛西おひさま保育園（西葛西5丁目10番） - 進級前保育園のひとつ
- 江戸川区立西葛西中学校 - 西葛西地区から通う児童の主な進学先
- 都営バス江戸川営業所
- 都営宇喜田町アパート
- 江戸川区立宇喜田第二保育園（中葛西4丁目9番） - 進級前保育園のひとつ
- サニーモール西葛西
  - このほか、「日本勤労者住宅協会宇喜田住宅」や「都営宇喜田町アパート」以外のマンション・アパートも点在するほか、「江戸川区立長島西児童遊園」以外の公園および「江戸川区立宇喜田第二保育園」や「東京福祉専門学校」等の教育施設も点在する。